# Emile Baron
Emile Baron (Fish Hoek, 17 giugno 1979) è un ex calciatore sudafricano, di ruolo portiere.

## Carriera

### Club
Baron iniziò la carriera per lo Hellenic. Nel 1999 passò ai norvegesi del Lillestrøm, per cui debuttò nella Tippeligaen in data 11 aprile, nella vittoria per 3-1 in casa del Brann. Vinse il premio Kniksen come miglior portiere nel 2000.
Tornò poi in patria, per vestire le maglie di Kaizer Chiefs e Supersport United.

### Nazionale
Baron giocò 6 partite per il Sudafrica. Partecipò anche ai Giochi della XXVII Olimpiade, oltre che alla Coppa d'Africa 2004. Ad aprile 2010, subì un infortunio alla spalla che gli impedì di partecipare al campionato del mondo 2010.